# Edward Stanley (3e comte de Derby)
Pour les articles homonymes, voir Edward Stanley.
Edward Stanley (10 mai 1509, Lathom House, non loin d’Ormskirk – 24 octobre 1572), 3e comte de Derby, est un aristocrate, magistrat et diplomate anglais, qui est Lord lieutenant et vice-amiral de Lancashire, et gouverneur de l'Île de Man.

## Biographie sommaire
À 13 ans, Edward hérite des titres et des terres de son père, le 2e comte de Derby, et le roi Henri VIII prend son éducation en charge. Ses agents, au nombre desquels on compte le cardinal Thomas Wolsey, gèrent la plupart de ses affaires.
En 1528, il accompagne le cardinal Wolsey en France, et en 1530, il est l'un des pairs chargés de remettre au pape Clément VII la demande de divorce d’Henri avec Catherine d'Aragon. La même année, le duc de Norfolk rachète la pension encore à verser avant la majorité d'Edward Stanley et, passant outre à la permission du roi, le marie à sa fille Katherine Howard ; le roi réprimande Norfolk, mais cependant autorise le mariage ; malheureusement, Katherine succombe à la peste quelques semaines plus tard. Inexorable, Norfolk arrange séance tenante le remariage de sa demi-sœur, Dorothy Howard avec Edward Stanley.
- Henry Stanley (4e comte de Derby)
- Isabelle (1533-1590) femme de James Stanley
- Jane († 1569) épouse d’Edward Sutton (4e baron Dudley)
- Mary († 1609) épouse d’Edward Stafford (3e baron Stafford)
- Thomas, grand-père de Venetia Stanley
- Anne, épouse de Charles Stourton (8e baron Stourton)

En 1532, Edward accompagne le roi Henri à Boulogne, en vue d'une entrevue avec le roi François Ier. À l'issue de cette mission, Edward est élevé chevalier de l’Ordre du Bain. Quelques années plus tard, Edward joue un rôle de premier plan dans la répression du Pèlerinage de Grâce, une sédition (essentiellement religieuse) éclose dans le Lincolnshire et qui gagne le nord de l'Angleterre. En 1542, il est aux côtés du duc de Norfolk pour une campagne militaire en Écosse.
Lorsqu’Édouard VI accède au trône en 1547, Edward est fait chevalier de l’Ordre de la Jarretière, puis en 1550, il est l'un des pairs présents aux pourparlers de paix avec l’Écosse et la France. Mais l'année suivante, il est accusé (sur des motifs très ténus) d'hérésie, surtout à cause de son opposition à la réforme du clergé. Il rentre en grâce avec l'avènement de la reine Marie, promu Lord High Steward et nommé au Conseil privé de la Couronne. Il est rapporteur lors du procès de Lady Jane Grey, et participe souvent aux procès contre les hérétiques protestants. Il reste pourtant en faveur à la Cour d’Élisabeth Ire, et conserve même son poste au conseil privé. La souveraine le nomme finalement Chambellan de Chester.
Edward Stanley meurt dans son manoir de Lathom House ; ses titres et ses terres passent à son fils aîné, Henry Stanley.